# Gazeran
Gazeran ist eine französische Gemeinde mit 1337 Einwohnern (Stand 1. Januar 2022) im Département Yvelines in der Region Île-de-France. Sie gehört zum Arrondissement Rambouillet und zum Kanton Rambouillet.
Nachbargemeinden von Gazeran sind Saint-Hilarion und Hermeray im Westen, Émancé, Orcemont und Orphin im Süden, Rambouillet im Osten und Poigny-la-Forêt im Norden.

## Bevölkerungsentwicklung
| Jahr      | 1962 | 1968 | 1975 | 1982 | 1990 | 1999 | 2008 | 2011 |
| Einwohner | 520  | 580  | 673  | 812  | 940  | 1156 | 1187 | 1256 |

## Verkehr
Gazeran liegt an der Bahnstrecke Paris–Brest und wird im Regionalverkehr mit TER-Zügen bedient.

## Sehenswürdigkeiten
Siehe auch: Liste der Monuments historiques in Gazeran
- Burgruine Saint-Antoine (11. Jahrhundert)
- Kirche Saint-Germain d’Auxerre (Ursprünge aus dem 11. Jahrhundert)
- Schloss Guéville (19. Jahrhundert)